# دکسیا
دکسیا (به فرانسوی: Dexia) مؤسسه مالی و بانکداری فرانسوی-بلژیکی است، که در زمینه امور مالی دولتی، ارائه خدمات بانکداری خرد و بانکداری شرکتی، مدیریت ثروت و بانکداری اختصاصی، همچنین مدیریت سرمایه‌گذاری و بانکداری سرمایه‌گذاری فعالیت می‌نماید.
گروه دکسیا همچنین ارائه‌کننده انواع وام‌های مسکن، مزایای بازنشستگی، بیمه خدمات درمانی و بیمه عمر، در سطح بین‌المللی می‌باشد. شمار کارکنان این شرکت، در تاریخ ۳۱ دسامبر ۲۰۱۰ بیش از ۳۵ هزار نفر اعلام شده است.
دفتر مرکزی موسسه دکسیا در سن-ژوس-تان-نود، بروکسل قرار گرفته است. بخشی از سهام این شرکت در بازارهای بورس یورونکست و  بورس لوکزامبورگ دادوستد می‌شود.